# Ирена Грицкат Радуловић
Ирена Грицкат Радуловић (Београд, 19. јануар 1922 — Београд, 7. април 2009) била је српска историчарка књижевности и академик. Област рада била је била јој је српска лексикографија, историја српског језика.

## Биографија
Рођена је 19. јануара 1922. у породици руских емиграната од оца Георгија Грицката, грађевински инжењер по струци (рођен у Санкт Петербургу 27. октобра 1887, умро у Београду 18. фебруара 1957) и мајке Зинаиде Григоријевне Грицкат, професор музике (рођена Черникова у граду Керчу 19. април 1889, умрла у Београду 2. јула 1963). Мајка је завршила класу клавира на петрограјском конзерваторијуму и кратко време била суплент у Смољном девојачком институту. Родитељи су емигрирали из идеолошких разлога након револуције 1920.
Дипломирала је на Филозофском факултету, на Групи за српскохрватски језик и јужнословенске књижевности, 1949. године. Радила је као научни саветник Института за српскохрватски језик, од 1965. године и начелник Археографског одељења Народне библиотеке СР Србије, од 1969. године. Бавила се и уређивачким радом у Јужнословенском филологу, Археографским прилозима и Старој српској књижевности.
Била је члан Одељење језика и књижевности: дописни члан од 16.11.1978. године а редовни члан од 12.12.1985. године.
Била је члан:
- САЗУ, спољни дописни од 1983. године;
- Матице српске, члан сарадник;
- Одбора за Речник српскохрватског и народног језика, научни секретар;
- Одбора за изворе српског права;
- Одбора за етимологију;
- Старословенског одбора;
- Одбора за речник појмова из области ликовних уметности;
- МА лексикографског одбора.

Добитник је Седмојулске награде (1990) и Ордена рада са сребрним венцем  (1973).